# 復興釜石新聞
『復興釜石新聞』（ふっこうかまいししんぶん）は、合同会社釜石新聞社が週2回刊で発行していた、岩手県釜石市の地域紙。2011年6月11日にフリーペーパーとして創刊され、以来、週2回刊（木曜日・土曜日発行）、ブランケット判4-6ページの体裁で発行されている。2014年9月にいったん休刊し、11月から有料購読体制に移行した。
2011年の東日本大震災の際、釜石市の日刊地域紙であった『岩手東海新聞』は津波被害で輪転機などが使用不能となり、記者たちも2名が津波の犠牲となって、新聞の発行が不可能になった。事後の方針について経営者と従業員の間で意見が一致せず、業務再開の見通しは立たず、最終的には残った従業員全員が解雇されて、休刊に至った。当時、釜石市長であった野田武則は、市の広報紙の機能を兼ねる形で新聞を復刊することを川向修一ら記者たちに要請し、これを受けて、元従業員のうち11人を中心に、新たに合同会社釜石新聞社が立ち上げられた。印刷については、盛岡市の日刊地域紙『盛岡タイムス』が協力を申し出た。こうして創刊された『復興釜石新聞』には、国が緊急雇用対策事業の一環として約3000万円の資金を提供し、その後は釜石市が広告料を出す形で資金面を支えた。
2011年6月11日の創刊から、毎週水曜日と土曜日の週2回刊で発行され、2014年9月までは、国や市の助成により、市内のすべての世帯に無料配布されていた。当時の発行部数は、およそ2万部であった。この全戸配布のフリーペーパーとしての発行は、2014年9月でいったん休刊となったが、同年11月1日には、補助金を受けない月額900円の有料購読に移行した。2019年3月現在で購読料は月額1,000円、発行部数は5000部、ないし、4000部超とされている。
設立の経緯から、創刊時の従業員の多くは『岩手東海新聞』の元従業員であったが、釜石新聞社は新たに元従業員たちが立ち上げた会社であり、組織として『岩手東海新聞』を継承しているわけではない。創刊時の中心人物であった川向修一は、読売新聞のインタビューに対して「再刊を目指したが経営者と方針が合わず、釜石新聞社を設立した」と述べている。
2021年3月31日の発行号をもって廃刊。市の人口減少とともに購読数が減少し収支が悪化したこと、「従業員10人のうち7人が60歳以上」であることなどが理由。従業員10名は解雇となった。